# Hans Christiaens
Pour les articles homonymes, voir Christiaens.
Hans Christiaens, né le 12 janvier 1964 à Zele, est un footballeur international belge, qui jouait comme attaquant de pointe. Il est aujourd'hui reconverti comme entraîneur.

## Biographie
Hans Christiaens joue dans toutes les équipes de jeunes de l'Eendracht Zele, club de sa ville natale. En 1982, il est recruté par Beveren, club qui joue les premiers rôles en Division 1 depuis quelques années. Il joue quatre ans pour le club waaslandien, avant un transfert vers Waregem en 1986. Au Stade Arc-en-ciel, il explose littéralement, et ses bonnes prestations lui valent deux sélections en équipe nationale belge en 1988.
En 1989, Hans Christiaens est transféré par le FC Bruges, un des trois grands clubs belges. Il joue la plupart des matches, et remporte le titre de champion de Belgique dès sa première année avec les Blauw & Zwart. La saison suivante est son total opposé, il joue très peu, et en juillet 1991, il rejoint le Brøndby IF, dans le championnat du Danemark. Quelques mois après son arrivée, le club remporte le titre de champion. Il joue au Danemark jusqu'à l'été 1993, quand il revient à Waregem.
Hans Christiaens joue une saison avec Waregem, puis décide d'arrêter le football professionnel en signant à Renaix, en Promotion. Après quatre saisons, il rejoint Wevelgem, où il met un terme définitif à sa carrière en 1999.
En 2008, il est nommé entraîneur principal du SK Nevele, en deuxième provinciale de Flandre-Orientale. Un an plus tard, il s'engage à l'Eendracht Aalter.

## Palmarès
- 1 fois champion de Belgique en 1990 avec le FC Bruges.
- 1 fois champion du Danemark en 1991 avec Brøndby IF.

## Statistiques saison par saison
| Saison    | Club      | Pays  | Championnat | Championnat | Coupe   | Coupe | Europe  | Europe | Total   | Total |
|           |           |       | Matches     | Buts        | Matches | Buts  | Matches | Buts   | Matches | Buts  |
| --------- | --------- | ----- | ----------- | ----------- | ------- | ----- | ------- | ------ | ------- | ----- |
| 1989-1990 | FC Bruges |       | 31          | 5           | 2       | 0     | 4       | 1      | 37      | 6     |
| 1990-1991 | FC Bruges |       | 9           | 2           | 1       | 0     | 0       | 0      | 10      | 2     |
| TOTAL     | TOTAL     | TOTAL | 40          | 7           | 3       | 0     | 4       | 1      | 47(+?)  | 8(+?) |